# Grüngelbes Gallertkäppchen
Das Grüngelbe Gallertkäppchen (Leotia lubrica) ist ein Pilz aus der Ordnung der Helotiales. Als Saprobiont ernährt sich dieser Pilz von Totholz abgestorbener Laub- und Nadelbäume.

## Merkmale

### Makroskopische Eigenschaften

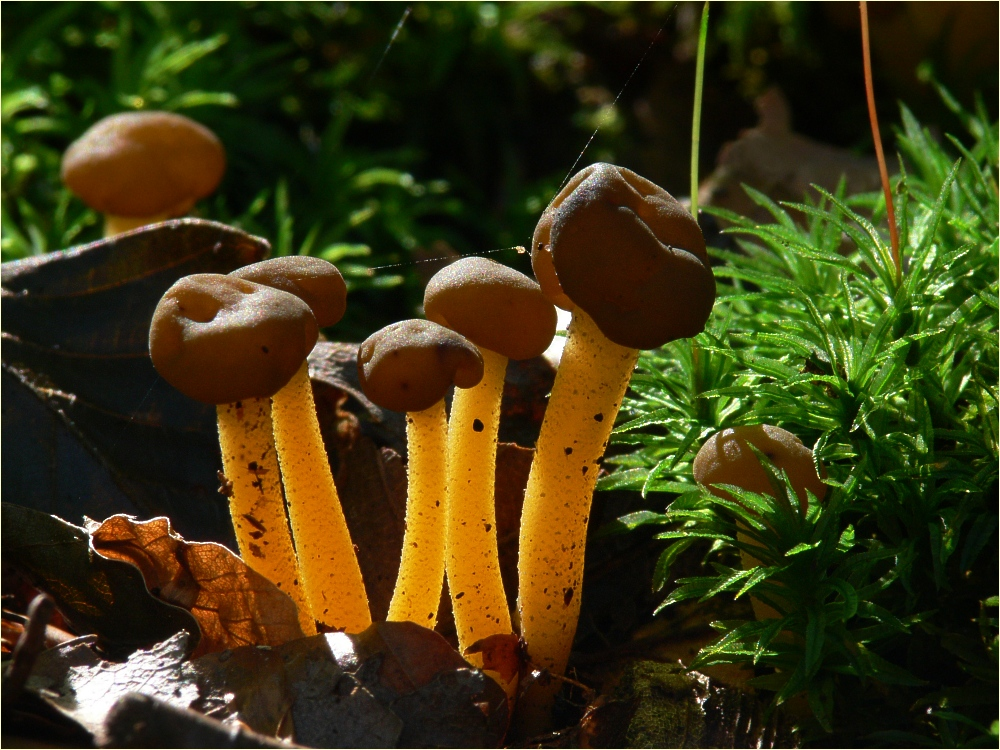
Bräunliche Variante

Die Pilze sind deutlich gestielt mit einem abrupt abgesetzten konvexen Köpfchen mit eingebogenem, gewelltem Rand, auf dessen Oberseite das Hymenium gebildet wird und das zwischen 0,5 und 4,0 cm breit wird. Die Farbe variiert zwischen grün-gelblich und oliv-bräunlich, die Unterseite ist heller.
Typisch ist die gelatinöse Konsistenz. Das Köpfchen fühlt sich bei feuchter Witterung klebrig-schlüpfrig an. Das Fleisch ist von gallertartiger Konsistenz und durchscheinend.
Der Stiel wird 2–8 cm lang, der Durchmesser beträgt 3–10 mm, nach unten hin ist er leicht verdickt. Die Stieloberfläche ist entweder glatt oder fühlt sich durch winzige Körnchen auf der Haut schorfig an, bei feuchter Witterung wird sie schleimig. In der Farbe ähnelt der Stiel dem Hut, ist aber meist heller und gelber. Das Innere des Stiels ist hohl und mit einem schleimigen Gel gefüllt.

### Mikroskopische Eigenschaften
Die 16–25 × 4–6 µm großen Sporen sind hyalin, glatt, länglich-sichelförmig und besitzen vier bis sieben Septen. Die Asci sind zylindrisch-keulig und werden 140–160 × 8–10 μm groß. Die Paraphysen sind fädig und teilweise verzweigt.

## Ökologie und Vorkommen
Das Grüngelbe Gallertkäppchen kommt sowohl unter Nadel- als auch Laubbäumen vor und zersetzt abgestorbenes Holz. Die Fruchtkörper werden ab dem späten Frühling bis in den Herbst hinein ausgebildet und wachsen teils unterirdisch, sie wurden auch schon unter Sanddünen entdeckt.
Das Vorkommen erstreckt sich über Nordamerika ebenso wie Mitteleuropa.

## Bedeutung
Das Grüngelbe Gallertkäppchen galt früher als genießbar. Inzwischen wurde in dem Pilz der Giftstoff Monomethylhydrazin nachgewiesen (5 mg/kg), allerdings in toxikologisch unbedenklichen Mengen.